# بوب غيل (لاعب كريكت)
بوب غيل (10 ديسمبر 1933 في المملكة المتحدة - 20 أبريل 2018) (بالإنجليزية: Bob Gale)‏ هو لاعب كريكت بريطاني. لعب مع نادي مقاطعة ميدلسكس للكريكت ‏.

## وصلات خارجية
- بوب غيل على موقع إي آس بي آن كريك إنفو (الإنجليزية)